# Auguste Comte
 Isidore Marie Auguste François Xavier Comte (n. 19 ianuarie 1798, Montpellier, Prima Republică Franceză – d. 5 septembrie 1857, Paris, Al Doilea Imperiu Francez) a fost un sociolog și filosof francez, fondatorul teoriei pozitivismului.

## Biografie
Comte s-a născut la Montpellier. A urmat cursurile universității din orașul natal, apoi a fost admis, în 1814, la École polytechnique din Paris. Deoarece instituția se închide, în 1816, pentru reorganizare, Comte își continuă studiile la o școală medicală din Montpellier. Când École Polytechnique s-a redeschis, Comte nu a mai solicitat reînscrierea la cursurile acesteia.
În perioada 1817 - 1824 a fost secretar al lui Henri de Saint-Simon și a fost profund influențat de acesta.
După întoarcerea în orașul natal, remarcă diferențele dintre ideile proprii și convingerile catolice și monarhiste ale familiei sale, astfel că se reîntoarce la Paris pentru a-și câștiga existența din diverse slujbe mărunte.
A murit la Paris și a fost înmormântat la Cimitirul Père-Lachaise.

## Contribuții
Auguste Comte a urmărit crearea unei filosofii pozitiviste, corespunzătoare ultimului stadiu la care omenirea trebuia să aspire în viziunea sa, după ce a trecut prin faza teologică și acea metafizică, care erau considerate drept faze necesare în dezvoltarea omenirii de la copilărie spre maturitatea din cea de a treia fază, a spiritului pozitiv. Pozitivismul, știința și filozofia pozitivă nu mai caută explicarea cauzelor obscure ale fenomenelor, ci se mulțumește cu studiul datelor experienței. 
Acest studiu nu este însă o simplă compilație de date, ci tinde să descopere legile care guvernează grupele de date și fapte care corespund diferitelor științe fundamentale.
Henri de Saint-Simon este cel care a întrebuințat pentru prima oară termenul de "filozofie pozitivistă". Totuși, lui Comte îi revine meritul de a fi elaborat un sistem coerent, cu o logică și o bază științifică superioare față de Saint-Simon. 
În ceea ce privește clasificarea științelor, la Comte, primul loc îl ocupă matematica, apoi urmează astronomia, fizica și celelalte științe ale naturii.
Filozofia lui Comte a fost criticată de Nikolai Cernîșevski.
Considerat unul dintre primii mari filozofi occidentali moderni, Comte a acordat o importanță deosebită interconexiunii elementelor sociale, reprezentând premisa creării funcționalismului modern. Cu toate acestea, anumite elemente ale lucrărilor sale au fost adesea considerate excentrice sau în afara științei, iar concepția sa, conform căreia sociologia reprezintă baza tuturor științelor, nu s-a bucurat de efectul scontat. Totuși, accentul acordat componentei cantitative, matematice, în luarea deciziilor este și astăzi acceptat, reprezentând fundamentul noțiunii moderne de pozitivism.

## Scrieri
- 1825: Considérations sur les sciences, les savants et le pouvoir spirituel.
- 1843: Traité élémentaire de géométrie analitique (Paris).
- 1844: Traité philosophique d'astronomie populaire.